# 암파로 바로
암파로 바로(Amparo Baró, 1937년 9월 21일 ~ 2015년 1월 29일)는 스페인의 배우이다.

## 출연 작품
- 자살 대행 주식회사 (2013)
- 일곱 대의 당구대 (2007)
- 일용할 양식 (2005)
- 노벰버 (2003)
- 보카 보카 (1995)
- 사랑과 예술의 나날들 (1989)
- 스티코 (1985)
- 둥지 (1980)